# Čichalov
Čichalov (en allemand : Sichlau) est une commune du district et de la région de Karlovy Vary, en République tchèque. Sa population s'élevait à 173 habitants en 2021.

## Géographie
Čichalov se trouve à 6 km à l'ouest-nord-ouest de Chyše, à 25 km au sud-est de Karlovy Vary et à 91 km à l'ouest de Prague.
La commune est limitée par Verušičky et Vrbice au nord, par Lubenec et Chyše à l'est, et par Žlutice au sud et à l'ouest.

## Histoire
La première mention écrite de la localité date de 1386.

## Administration
La commune se compose de quatre quartiers :
- Čichalov
- Kovářov
- Mokrá
- Štoutov